# سد مکویننزا
سد مکویننزا (به اسپانیایی: Mequinenza Dam) یک سد وزنی و نیروگاه برقابی در اسپانیا است که در مکیننسا واقع شده‌است.